# Holstebro
Holstebro este un oraș în Danemarca.